# Distrito de Mirgas
El distrito de Mirgas es uno de los seis distritos de la provincia de Antonio de Raimondi,  región de Áncash, república del Perú. Limita al noreste con el distrito de Chaccho; al este, con los distritos de Llamellín y Chingas; al sur, con el distrito de San Juan de Rontoy y la provincia de Huari y al oeste, con la provincia de Carlos Fermín Fitzcarrald.

## Creación política
El distrito fue creado el 26 de octubre de 1964 mediante Ley N.º 15187, en el primer gobierno del Presidente Fernando Belaúnde Terry.
San José de Illauro, uno de los Centros Poblados fue creado mediante Resolución de Alcaldía de la Municipalidad Provincial de Antonio Raimondi N° 005-01-MAPR-LL-AP con fecha de 31 de enero del año 2001, integrado por sus tres pueblos y caseríos: San Antonio de Pogog, San Cristóbal de Corma y San José de Illauro que es la Sede. 

## Geografía
Su población es estimada superior a 5 500 habitantes.  Su capital política es el pueblo de Mirgas . Tiene cinco Centros Poblado como son: San Martín de Paras, San Antonio de Aco, San José de Illauro, San Martín de Punca y Quinhuaragra. 
Sus anexos: Villa de Japia, San Antonio de Pogog,Santa Rosa de Cucho, Nueva Manchuria, San Cristóbal de Corma, Vista Alegre de Illauro y San Juan de Paras. Está calificado como distrito de extrema pobreza. Se accede por carretera afirmada, que en la época lluviosa ( noviembre-marzo) dificulta el tránsito vehicular.

## Toponimias
Mirqas del quechua «millqaq» (recogedor en su falda); o bien de «mirkaq»:cara que se llena de manchas cutáneas.

 Japia del quechua «tsapiyaa» (flagelamos)

 Quinquarajra del quechua «kinwa raqra» (quebrada de la quinua)

 Paras del protoquechua «paraq» (siempre llueve)
''Illauro'', proviene de una planta andina con frutos rojos.

## Autoridades

### Municipales
- 2019 - 2022[2]
  - Alcalde: Lenin Salinas Villaorduña, del partido Alianza para el Progreso.

++ Regidores